# Tiësto
Tiësto, pseudonimo di Tijs Michiel Verwest (Breda, 17 gennaio 1969), è un disc jockey e produttore discografico olandese.
Tiësto è uno dei DJ producer più noti e importanti nell'ambito dell'electronic dance music. È fra i maggiori esponenti della musica trance, nonostante abbia poi avuto un cambiamento di stile producendo principalmente musica house.
Artista pluripremiato, per 3 anni consecutivi è stato nominato DJ numero 1 al mondo nella prestigiosa classifica Top100 DJs di DJ Magazine (primo nella storia ad essere eletto per 3 anni di fila e primo olandese a raggiungere la vetta). Nella sua carriera vanta anche un'esibizione alla cerimonia d'apertura dei Giochi olimpici di Atene 2004 (primo DJ ad esibirsi in tale manifestazione) e un'esibizione su Twitter (anche qui fu il primo DJ in assoluto a tenere un'esibizione live su questo social network). La rivista Mix Magazine lo ha eletto "il più grande DJ di tutti i tempi" in un sondaggio del 2011.
Il suo remix di Adagio For Strings - accreditato come uno dei maggiori capolavori Trance di sempre - è considerato, secondo un sondaggio del 2013 di Mixmag, il secondo miglior pezzo di electronic dance music di tutti i tempi.
Per il fatto di aver lanciato la carriera di noti DJ internazionali, come Avicii, Oliver Heldens, Diplo, Mesto e molti altri, Tiësto viene riconosciuto da molti addetti ai lavori come leggenda e padrino dell'EDM.
Possiede una casa discografica chiamata Musical Freedom. 
Nel 2016 ha fondato un'altra etichetta musicale dedicata alla deep house, chiamata AFTR:HRS.

## Biografia

### Gli inizi
Tiësto ha la sua prima esperienza nel mondo della musica all'età di 16 anni, quando viene chiamato a esibirsi a un drive-in della sua zona, un club assai noto nella sua città natale. Qui perfeziona la sua miscela di house beat e bass-heavy grooves, sviluppando un sound completamente differente dalle melodie della maggior parte dei dj olandesi dell'epoca. Incomincia un periodo che va dal 1985 sino al 1993 dove Tiësto diventa dj resident in molte discoteche olandesi. Nel 1994, sotto pseudonimi come DJ Joker e DJ Limited compone tracce "hardcore/gabber" tramite alcune etichette discografiche come Chemo e Coolman. Subito l'attenzione di una casa discografica ricade su di lui e con quest'ultima, Tiësto, produce la sua prima serie di cd in sequenza mixata, dal titolo "Forbidden Paradise" (sostituita successivamente, a partire dal 1999 da un'altra serie di cd, intitolata In Search of Sunrise). Verso la metà degli anni novanta, incomincia a produrre musica trance e due anni dopo, nel 1997, fonda insieme con Arny Bink la casa discografica Black Hole Recordings. Proprio la Black Hole Recordings e la Magik Muzik saranno le case discografiche che renderanno l'olandese popolare nell'ambito del genere musicale intrapreso. Verso la fine degli anni novanta Tiësto partecipa al primo ID&T Innercity party.

### 2000-2009

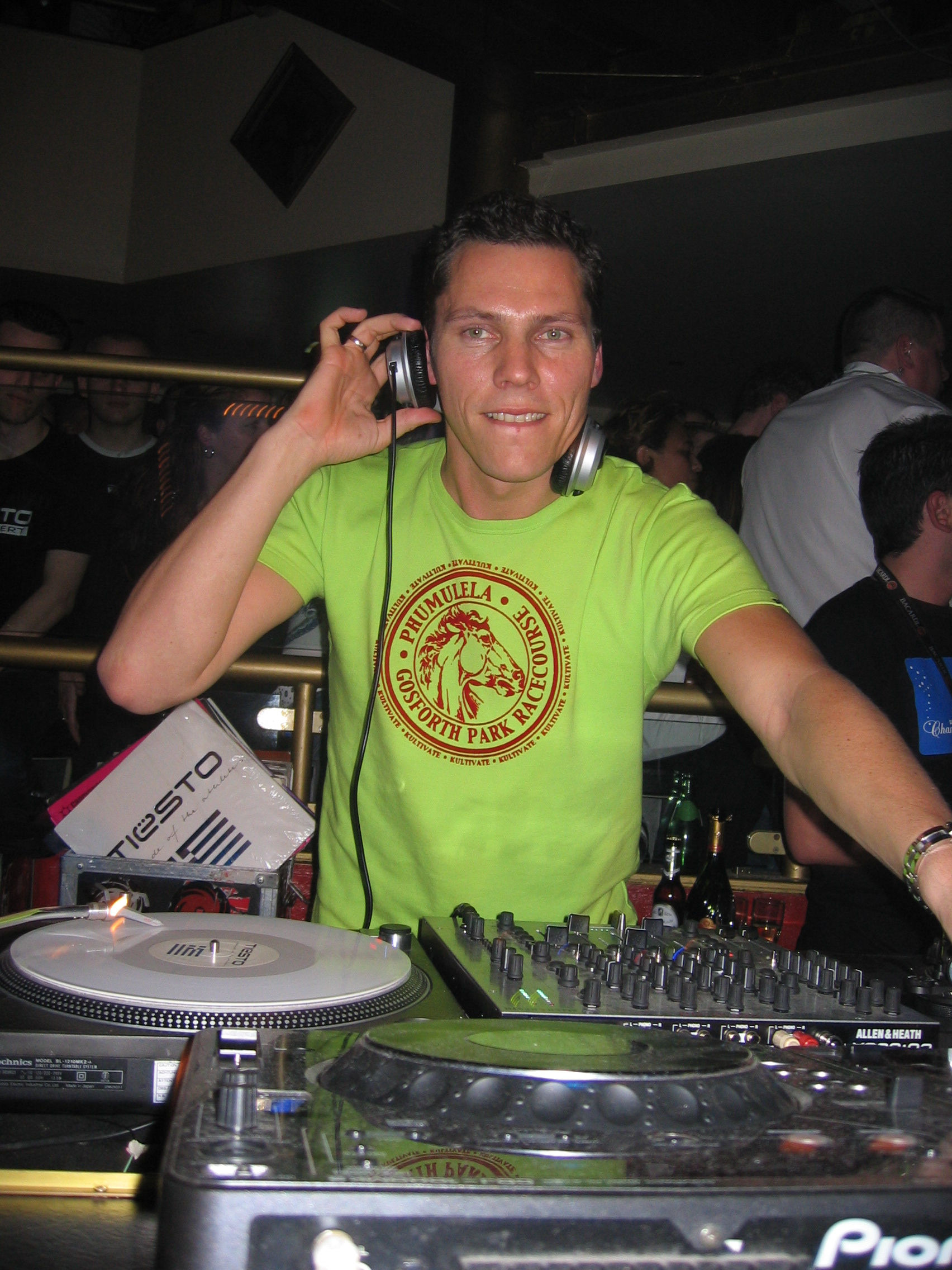
Tiësto nel 2005.

La popolarità di Tiesto cresce molto a partire dal terzo millennio, tant'è vero che nel 2000 si esibisce per ben 6 ore al "Tiësto Solo". Ciò che lo ha portato alla fama è soprattutto il suo riconosciuto talento di remixer, nel biennio 1999-2001 sono molti gli artisti che propongono brani remixati da Tiësto tra cui i Delerium feat Sarah McLachlan con la canzone “Silence”, la versione denominata “Dj Tiësto’s in search of sunrise remix” divenne un successo globale scalando le varie classifiche tanto che il magazine Mixmag lo definì uno dei pezzi dance migliori di tutti i tempi. Dalla fine del secolo scorso, inoltre sono attivi anche alcuni suoi progetti come quello con Benno De Goeij dei Rank 1, denominato Kamaya Painters, e quello con Ferry Corsten, denominato Gouryella, insieme con i quali realizza vari brani. Le porte del successo si aprono nel 2001 grazie al suo primo album intitolato "In My Memory" (il quale contiene tracce come "Flight 643" e "Lethal Industry"). Quest'ultimo riscuote un grande successo e porta l'olandese sulla vetta delle classifiche mondiali. Il 2 febbraio 2002 Tiësto si esibisce per nove ore consecutive durante la seconda edizione del Dutch Dimension Festival. Il 27 febbraio riceve uno Zilveren ("argento") Harp Music Award. Lo stesso anno Tiësto riceve anche un Lucky Strike Dance Award nella categoria Miglior DJ Trance / Progressive. Nel mese di agosto prese parte all'Area2 Tour con il cantante statunitense Moby. Per diciotto giorni l'olandese ha viaggiato negli Stati Uniti in compagnia di artisti come il già citato Moby ma anche David Bowie e Busta Rhymes. Sempre nel 2002 Tiësto viene nominato dalla rivista Dj Magazine "miglior DJ al mondo", nomina che sarà ripetuta anche nei due anni seguenti. Nello stesso anno il suo brano "Flight 643" sarà una delle tracce presenti nella colonna sonora del videogioco FIFA 2002. Il 10 maggio del 2003 si esibisce davanti a 25.000 persone all'Arnhem's Gelredome. Si tratta della prima volta che un dj, e non un artista pop, si esibisce di fronte a un pubblico così vasto all'interno di uno stadio. L'evento viene registrato e pubblicato su un DVD intitolato Tiësto In Concert, che otterrà un DVD d'oro. L'evento porta a Tiësto una grande popolarità e viene ripetuto l'anno successivo per due notti consecutive registrando oltre 70.000 biglietti venduti la prima serata e 20.000 nella tappa successiva in Belgio. Tiësto In Concert registra 10.000 spettatori anche a Los Angeles. Nel 2003 il suo singolo Traffic diventa la prima traccia strumentale a raggiungere la vetta della classifica nella sua patria natale, i Paesi Bassi.
Il 2004 è un grande anno per Tiësto che prosegue il suo cammino di dj/producer pubblicando il suo secondo album chiamato Just be. Sarà anch'esso un successo planetario e all'interno del suo nuovo lavoro Tiësto vanta collaborazioni con i maggiori artisti del settore musicale elettronico come BT (Love Comes Again) e Kirsty Hawkshaw (Walking On Clouds e Just Be). Nell'album è presente inoltre la rivisitazione del brano Adagio For Strings, considerato da molti uno dei maggiori capolavori trance di sempre e anche il brano Sweet Misery (il quale originariamente era stato composto per il gruppo musicale Evanescence ma non avendo rispettato il termine per l'uscita del loro album, la collaborazione non ebbe esito positivo).

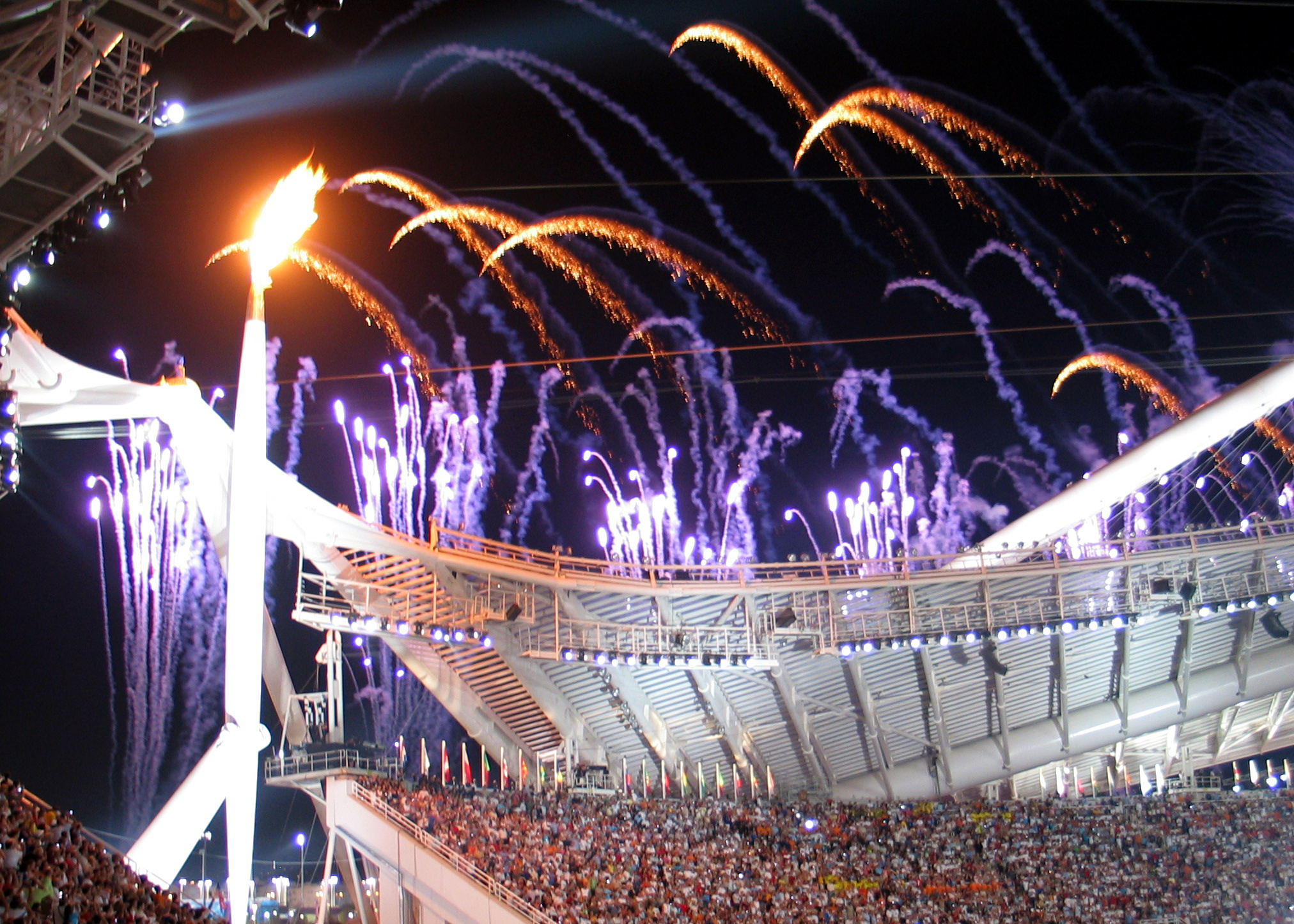
Fiamma olimpica alla cerimonia d'apertura delle Olimpiadi del 2004.

Nello stesso anno anima la cerimonia di apertura delle Olimpiadi di Atene 2004 accompagnando con la sua musica arrangiata alla consolle la parata degli atleti di fronte a una platea di oltre 70.000 persone e al pubblico televisivo di tutto il mondo. Sempre nello stesso anno, viene incoronato come "Officer of the Order Of Orange-Nassau" dalla regina Beatrice. Il museo delle cere Madame Tussauds gli ha dedicato una statua.

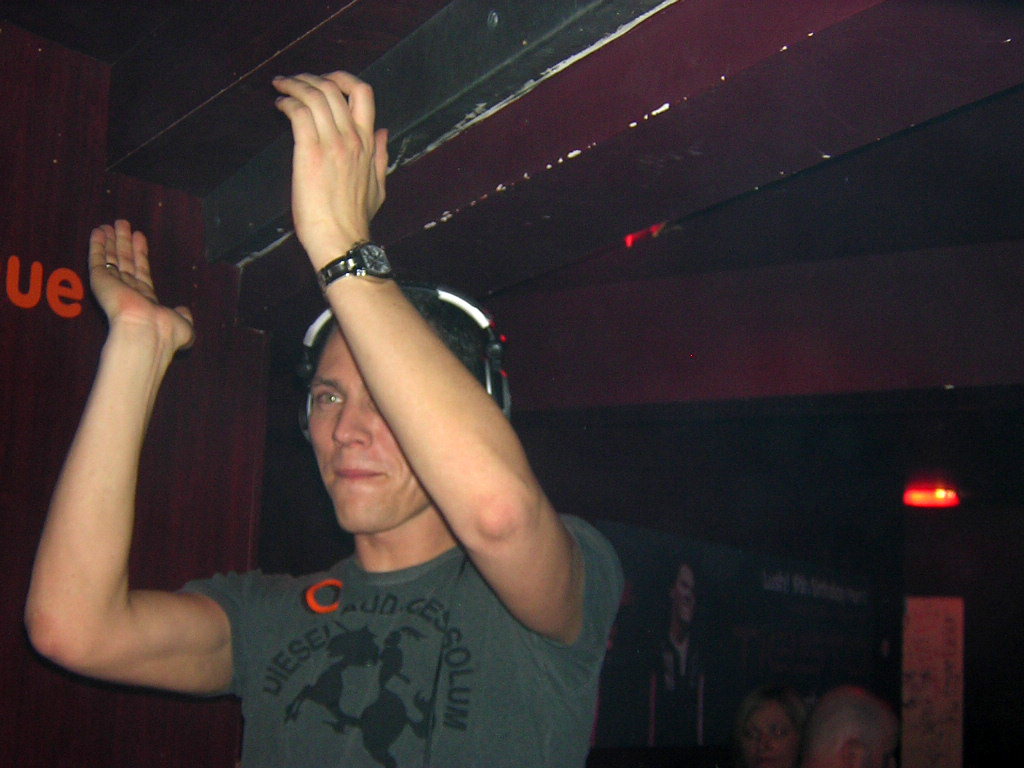
Tiësto nel 2006.

Il 22 aprile 2006 si esibisce a Giacarta dove registra 30.000 spettatori e il 29 aprile 2006 si esibisce davanti a oltre 250.000 persone al Museumplein di Amsterdam e nello stesso anno alla Loveparade che ha contato circa 1.200.000 persone. È stato scelto come ambasciatore ufficiale per la fondazione Dance4Life nel maggio 2006, e rilascia il brano "Dance4Life" con Maxi Jazz. Il 7 gennaio 2007, si esibisce di fronte a 200.000 persone nelle strade di Ipanema Beach a Rio de Janeiro. Nello stesso anno, si esibisce in concerto insieme con i Red Hot Chili Peppers al Coachella Festival negli Stati Uniti davanti a 80.000 persone.
L'album Elements of Life (2007), che nei Paesi Bassi è diventato disco d'oro lo stesso giorno della pubblicazione, è stato consacrato come il più venduto degli album di musica elettronica di sempre e contiene collaborazioni di successo con grandi artisti come Jes (Everything), Christian Burns (In The Dark), BT (Break My Fall) e Maxi Jazz dei Faithless (Dance4Life) oltre a numerosi brani caratterizzati da nuove sonorità. Dalla rivista statunitense Billboard egli fu nominato miglior DJ europeo, ottenendo anche una nomination ai Grammy Award. Segue il concerto mondiale Elements of Life tour che parte dal Belgio e porta il DJ fino in Libano. Nel marzo 2008, viene pubblicato il DVD Tiësto: Elements Of Life DVD, in cui oltre allo show, viene inserito anche un documentario che racconta il tour. Realizza inoltre un brano per sponsorizzare l'uscita del videogioco Alone in The Dark, intitolato appunto "Alone in the Dark". Nello stesso anno sarà dj resident al Privilege di Ibiza.

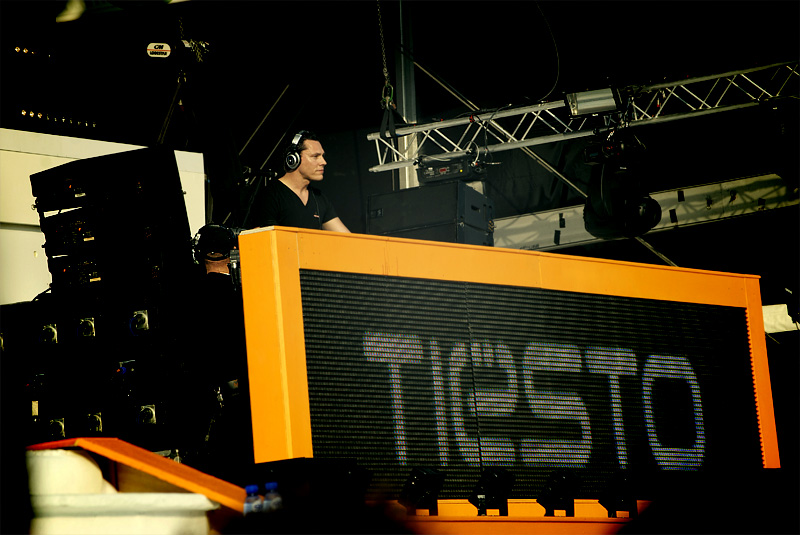
Esibizione di Tiësto al Museumplein di Amsterdam.

Per i Giochi olimpici di Pechino 2008, in collaborazione con Coca Cola, Tiësto ha dato vita a un brano trance intitolato "Global Harmony", colonna sonora della cerimonia d'apertura delle olimpiadi (l'olandese ha poi stilato un contratto con l'azienda Coca-Cola fino al 2014). Il 26 marzo 2009 sono stati resi pubblici i risultati degli IDMA 2009, ossia la 24ª edizione degli International Dance Music Awards: Tiësto, presente nelle nomination di 5 categorie, ne ha vinte ben 4: Best Global DJ (miglior dj al mondo), Best Full Length DJ Mix (miglior compilation in sequenza mixata) grazie al suo ISOS vol. 7, Best Podcast (miglior podcast) con il Tiësto's Club Life e Best Artist Solo (miglior artista solista). Lo stesso anno realizza il brano "Speed Rail" per sponsorizzare l'uscita del videogioco DJ Hero 2.

### 2009-presente
Nel 2009 esce il suo quarto album: Kaleidoscope che segna un importante cambiamento nella carriera del dj olandese. L'album è infatti caratterizzato da nuove sonorità house pur mantenendo l'inconfondibile stampo trance. Ciò è mostrato dai singoli estratti dall'album come Feel It In My Bones (ft. Tegan & Sara), Who Wants To Be Alone (ft. Nelly Furtado), Escape Me (ft. CC. Sheffield) e I Will Be Here (ft. Sneaky Sound System). Nel 2010 incomincia il suo Kaleidoscope World Tour (15 mesi, 175 date, suonando per 1.000.000+ persone in 6 continenti), che diviene il tour più grande (per numero di incassi e partecipanti) mai attuato prima da parte di un dj. Nel 2011 è stato eletto "miglior DJ di tutti i tempi" dalla nota rivista MixMag. Agli inizi del 2011 co-produce con Hardwell il singolo Zero 76, che raggiungerà la prima posizione su Beatport.
Il 5 aprile 2011 ha pubblicato il primo volume della compilation del suo show radiofonico chiamato Club Life: Volume One Las Vegas di cui fanno parte 4 sue nuove tracce e un remix. Lo stesso anno un altro grande successo sarà il suo singolo electro-house Maximal Crazy.
L'8 ottobre si esibisce all'Home Depot Center di Los Angeles davanti a 26.000 spettatori, dando vita così al più grande concerto all'interno di uno stadio, da parte di un dj nella storia degli Stati Uniti.

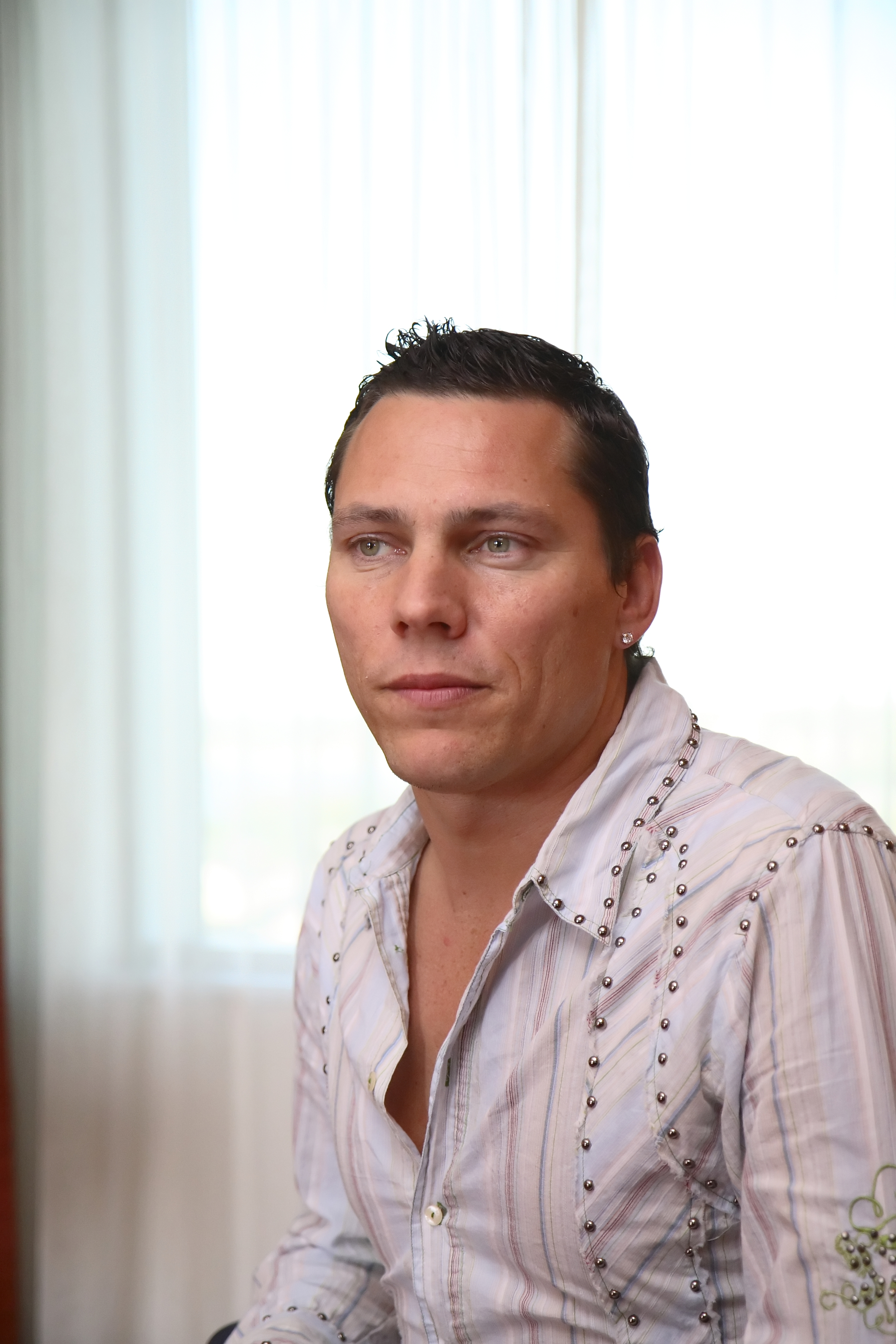
Tiësto al Radisson SAS Hotel, presso Tallinn.

Il 14 dicembre 2011 ha intrattenuto il lancio del film Mission: Impossible - Protocollo fantasma, sponsorizzato da Coca-Cola Zero, con un concerto a Rio de Janeiro in mondovisione. Nel gennaio 2012 crea insieme ad Anastacia il singolo What can we do (A deeper love), per sponsorizzare la casa automobilistica Škoda, cominciando lo Škoda - Tiësto Meet Tour.
Il 24 aprile 2012 è uscito il secondo volume della compilation inerente al programma radiofonico chiamato Club Life: Volume Two Miami, che presenta sonorità completamente electro e progressive house, che caratterizzano l'odierno stile musicale di Tiësto. Sempre nello stesso anno comincia collaborazioni con la nota azienda di moda Guess? e con l'AKG Acoustics per la realizzazione di un set di cuffie innovative; sarà inoltre dj resident al Pacha di Ibiza.
Agli IDMA del 2012 viene nominato miglior DJ electro house davanti a David Guetta, Avicii, Afrojack, Sebastian Ingrosso e Chuckie. L'olandese è presente nella classifica stilata dalla rivista statunitense Rolling Stone in prima posizione tra i venticinque DJ migliori del pianeta.
Il 27 novembre 2012 è uscita la compilation Dance (RED) Save Lines, ideata per sostenere la lotta contro l'AIDS e sensibilizzare l'opinione pubblica a tale fenomeno, che conterrà anche brani di Diplo, Avicii e Calvin Harris e una collaborazione tra Tiësto e Bono Vox degli U2, per un remake del brano Pride; l'uscita della compilation sarà seguita da una performance al festival di Melbourne Stereosonic dell'olandese insieme con Carl Cox, Sander van Doorn, Adam Beyer e Joris Voorn che si è tenuta il 1º dicembre. Il festival è stato anche trasmesso in diretta su YouTube. Lo stesso anno l'olandese è l'unico dj/producer insieme con Skrillex a essere inserito nella classifica delle 100 celebrità più influenti del 2012 stilata dalla rivista Forbes, presente alla posizione numero 84 (numero 92 Skrillex).
All'inizio del 2013 Tiësto ufficializza la sua residenza estiva nel rinomato club Hakkasan di Las Vegas firmando un contratto milionario che, insieme con il suo tariffario di 250.000 dollari a serata, lo ha reso il DJ più ricco del mondo con entrate pari a 22 milioni di dollari registrate nel solo 2012. Nel marzo dello stesso anno l'azienda Guess? affida al producer olandese una capsule collection ispirata alla musica elettronica. Nell'aprile 2013 Tiësto viene nominato Best international DJ negli EMPO Awards.
Il 25 giugno 2013 è uscito il nuovo capitolo della compilation che l'olandese propone da due anni a questa parte dal titolo Club Life: Volume Three Stockholm di cui faranno parte cinque nuove tracce e sei remix.
Nell'ottobre 2013 viene nominato dalla nota rivista Dj Magazine Best LEGEND dj, premio alla migliore carriera degli ultimi vent'anni e nel novembre dello stesso anno riceve un NRJ DJ Award come miglior performer dal vivo.
Nel gennaio 2014 Tiësto si esibisce in collaborazione con Axwell nell'edizione invernale degli X Games.
Nel 2014 è stato pubblicato in anteprima mondiale il suo singolo Red Lights, seguito da un secondo singolo intitolato Wasted in collaborazione con Matthew Koma, estratti dal suo nuovo album intitolato A Town Called Paradise (uscito il 17 giugno 2014) che vanta 14 brani (18 nella versione Deluxe) e collaborazioni con artisti di rilievo come Icona Pop, Zac Barnett, Krewella, Hardwell, Ou Est le Swimming Pool, Ladyhawke, Andreas Moe, Christian Burns, il già citato Matthew Koma e tanti altri.
Nel settembre dello stesso anno Tiësto viene premiato con due dischi d'oro negli Stati Uniti per i singoli Wasted e Red Lights. Per festeggiare quanto accaduto, è stato organizzato, nel rinomato club di Las Vegas dove egli è dj resident, l'Hakkasan, un evento intitolato "The Gold Party", dove la stessa sera è stato presentato anche il suo nuovo video del brano Light Years Away.
Nello stesso mese Tiësto ottiene un proprio spettacolo ispirato al suo nuovo album A Town Called Paradise nel Bellagio Fountain Show, a Las Vegas, un evento presentato solo ai più grandi artisti nel settore musicale (in passato altri personaggi come Frank Sinatra, Elvis Presley, Elton John e Céline Dion ne hanno ricevuto uno). Il "Bellagio Fountain Show", notoriamente conosciuto per la sua magnificenza, questa volta è stato animato al ritmo di 3 dei 14 brani del nuovo album dell'olandese, inoltre, per l'occasione sono stati inseriti nuovi elementi visivi creati appositamente per questo spettacolo. L'8 febbraio 2015 allo Staples Center di Los Angeles, riceve un Grammy per il suo All Of Me Tiesto's Birthday Treatment Remix. Il 18 maggio rilascia il suo quarto mixtape: Club Life: Volume Four New York City. Da agosto, conduce l'edizione 2015 di Your Shot USA, sponsorizzato da 7 Up. In agosto rilascia per il mercato cinese una versione di Change Your World cantata in cinese da Jane Zhang. La canzone originalmente cantata da Morgan Karr fa parte dell'album Club Life: Volume Four New York City.

## Vita privata
Fino ai primi mesi del 2006, Tiësto frequentava la fotomodella olandese Monique Spronk. Il 10 gennaio 2008, il quotidiano olandese De Telegraaf annunciò il futuro matrimonio tra Tiësto e la sua nuova ragazza Stacey Blokzijl (altra fotomodella olandese nata nel 1989) per il 10 ottobre 2008 a Cartagena, Colombia. La proposta di matrimonio le era stata fatta nel dicembre 2007 quando si trovavano nelle Mauritius. Tiësto ha poi cancellato le nozze per quella data affermando di essere troppo impegnato e di non aver tempo per i preparativi. Durante il Natale 2008, Blokzijl lascia Tiësto a causa dei continui rinvii sulla data del matrimonio.
Dal 2017 circa Tiësto è fidanzato con la modella statunitense Annika Backes. I due si sono sposati il 21 settembre 2019 nel deserto dello Utah. Nel 2020 diventano genitori di una bambina, Viola e nell'agosto 2022 di un bambino, Viggo.

## Riconoscimenti
- Nel 2004 è stato insignito dell'onorificenza di ufficiale dell'Ordine di Orange-Nassau[senza fonte].
- Tiësto ha ottenuto finora 61 nomination totali per premi e riconoscimenti comprendenti IDMA e Grammy Award, aggiudicandosene ben 48 (dati aggiornati al 2009)[senza fonte].

## Discografia

### Album in studio
- 2001 – In My Memory
- 2004 – Just Be
- 2007 – Elements of Life
- 2009 – Kaleidoscope
- 2011 – Kiss from the Past (co-produttore)
- 2014 – A Town Called Paradise
- 2020 – The London Sessions
- 2023 – Drive

### Mixed albums
- 2011 – Club Life: Volume One Las Vegas
- 2012 – Club Life: Volume Two Miami
- 2013 – Club Life: Volume Three Stockholm
- 2015 – Club Life: Volume Four New York City
- 2017 – Club Life: Volume Five China

## Classifica DJ Mag
| DJ     | 2000 | 2001 | 2002 | 2003 | 2004 | 2005 | 2006 | 2007 | 2008 | 2009 | 2010 | 2011 | 2012 | 2013 | 2014 | 2015 | 2016 | 2017 | 2018 | 2019 | 2020 | 2021 | 2022 | 2023 | 2024 |
| ------ | ---- | ---- | ---- | ---- | ---- | ---- | ---- | ---- | ---- | ---- | ---- | ---- | ---- | ---- | ---- | ---- | ---- | ---- | ---- | ---- | ---- | ---- | ---- | ---- | ---- |
| Tiësto | 24   | 6    | 1    | 1    | 1    | 2    | 3    | 2    | 2    | 2    | 3    | 3    | 2    | 4    | 5    | 5    | 5    | 5    | 6    | 8    | 16   | 15   | 15   | 23   | 23   |